# Sisyrinchium laterale
Sisyrinchium laterale är en irisväxtart som beskrevs av John Gilbert Baker. Sisyrinchium laterale ingår i släktet gräsliljor, och familjen irisväxter.
Artens utbredningsområde är Bolivia. Inga underarter finns listade i Catalogue of Life.